# L’amore è femmina
L’amore è femmina (italienisch für „Die Liebe ist weiblich“) ist ein Popsong der italienischen Sängerin Nina Zilli aus dem Jahr 2012. Es war Italiens Beitrag zum Eurovision Song Contest 2012.

## Song und Musikvideo
Der Titel wurde von Michele Canova Iorfida produziert und von dem US-Amerikaner Charlie Mason und den schwedischen Songwritern Christian Rabb, Kristoffer Sjökvist und Frida Molander auf Englisch geschrieben. Später hat noch Nina Zilli den Text auf Italienisch umgetextet. Der Song handelt vom Leid in der Liebe aus weiblicher Sicht.
Das Video zeigt die Sängerin und sechs Tänzer in einer Lobby im Palazzo dei Congressi in Rom.

## Eurovision Song Contest
Das Lied wurde vom italienischen Sender Rai ausgewählt, Italien 2012 beim 57. Eurovision Song Contest in Baku zu vertreten, nachdem Nina Zilli zuvor während des Sanremo-Festivals 2012 als Interpretin ausgewählt worden war. Das Lied erreichte beim ESC mit 101 Punkten den neunten Platz. Im Finale des Contests am 26. Mai 2012 wurde der Song unter dem Titel L’amore è femmina (Out of Love) auf Englisch und Italienisch gesungen. In jener Woche erreichte der Titel in der Originalversion auch die italienischen Charts auf Platz 40.